# HH 80/81
HH 80/81 è un oggetto di Herbig-Haro visibile nella costellazione del Sagittario, situato ad una distanza di circa 1700 parsec (circa 5500 anni luce) dal sistema solare. È uno degli oggetti di Herbig-Haro più brillanti conosciuti.

## Caratteristiche
Con la sigla di catalogo HH 80/81 si identifica una coppia di cosiddette working surfaces (superfici d'interazione tra il flusso molecolare di un oggetto stellare giovane e i gas circostanti) generate dal lobo meridionale di un getto altamente collimato emesso da un oggetto stellare giovane identificato nella sorgente infrarossa IRAS 18162−2048, una probabile protostella massiccia.

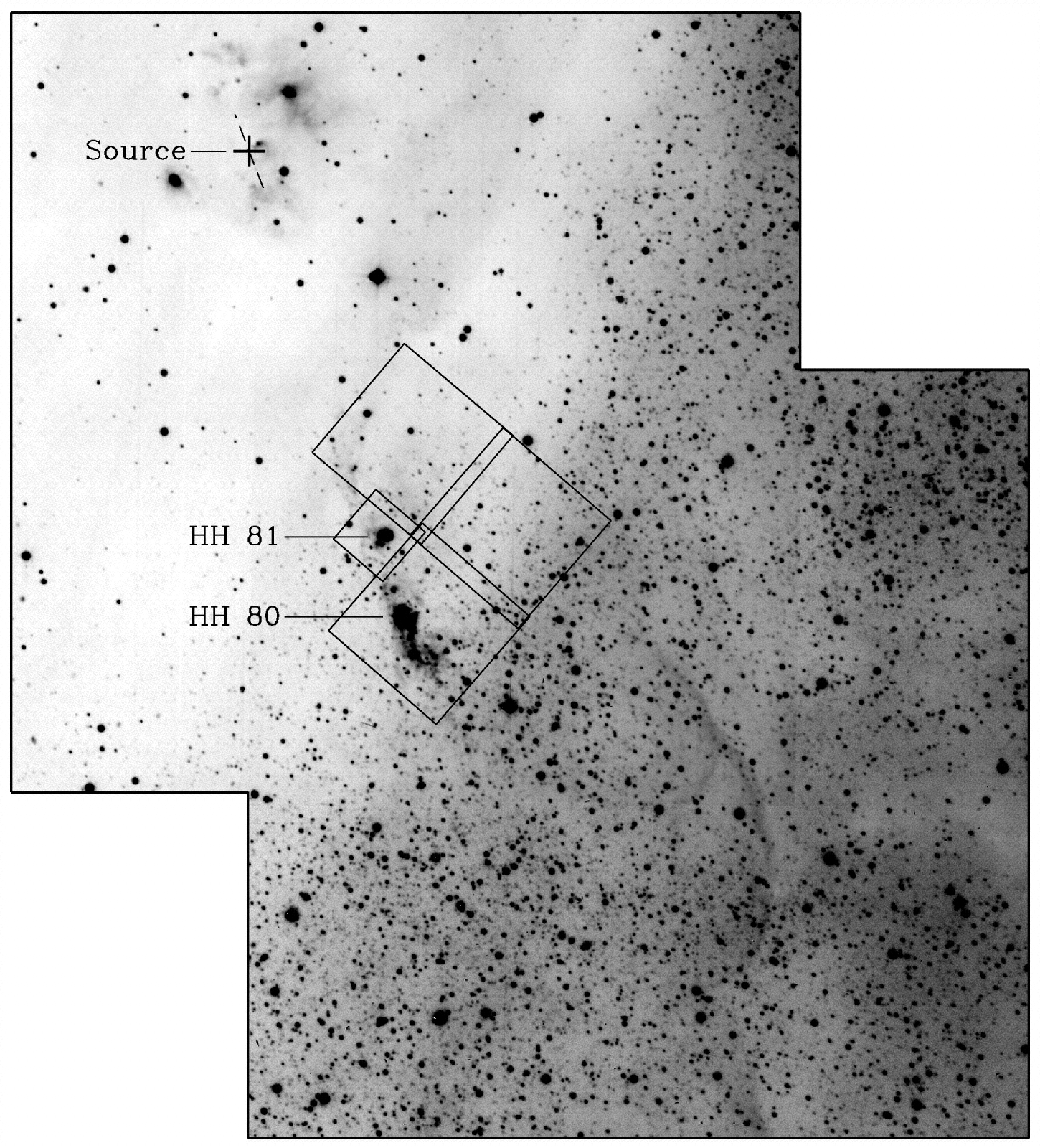
Immagine ripresa tramite il New Technology Telescope dell'ESO che mostra la struttura estesa del complesso HH 80/81. La sorgente da cui origina il flusso è indicata da una crocetta ed è intimamente avvolta all'interno dei gas di una nube molecolare.

L'osservazione a più lunghezze d'onda, e in particolare l'osservazione nel visibile e nelle onde radio, ha permesso di rivelarne le caratteristiche e la complessa struttura, comune a gran parte degli oggetti di Herbig-Haro. 
All'osservazione nel visibile la coppia HH 80/81 appare come uno degli oggetti di Herbig-Haro più brillanti e mostra una struttura simile ad una concatenazione di aree filamentose ed altre più dense, di aspetto nodulare; questa struttura può essere spiegata tramite dei cambiamenti della velocità di espulsione del getto stesso e della direzione. Attraverso i telescopi di terra si mostrano distintamente due nodi principali, che prendono il nome di HH 80A e HH 81A e mostrano delle consistenti linee di emissione nello spettro, ben più spesse di quelle osservate in precedenza in ogni altro oggetto HH, che indicano una velocità d'urto dei gas con l'involucro circostante pari a 700 km s-1 (HH 80A) e 625 km s-1 (HH 81A); tale elevata velocità determina un imponente fronte di ionizzazione, con importanti emissioni soprattutto nella banda dell'ossigeno [O III]. Osservato mediante il telescopio spaziale Hubble, il getto presenta una struttura peculiare: si diparte, collimato, dalla sorgente sino ai nodi HH 81A, che si mostra come un intrico filamentoso, e HH 80A; superati i nodi improvvisamente si diffonde in una rete di brillanti filamenti eccitati che si congiungono infine in un vasto bow shock. Il punto in cui il getto si sfiocca coincide col bordo apparente della nube molecolare.
All'osservazione nei raggi X, condotta tramite il telescopio orbitante Chandra, la coppia HH 80/81 si presenta come l'oggetto HH più brillante in questa banda dello spettro elettromagnetico; l'emissione di raggi X si origina dall'elevata energia sprigionata durante l'urto dell'estensione meridionale del getto contro i gas circostanti. Questa regione coincide inoltre con un'area ad intensa emissione di Hα.
L'osservazione nelle onde radio, realizzata mediante il Very Large Array, ha permesso di esaminare la struttura profonda del complesso. Il getto collimato è costituito da una fila di nodi, spessi meno di 500 unità astronomiche (UA) e distanziati l'uno dall'altro circa 1400 UA; il lobo meridionale del getto dà luogo alle due luminescenze osservate nel visibile come la coppia di oggetti HH, ad una distanza di circa 2,3 parsec (pc) dalla sorgente. A circa 3 pc dalla sorgente, in direzione nord, è presente una struttura simile a quella che dà luogo alla coppia di HH, ma priva di controparte ottica; il getto assume dunque una lunghezza complessiva, considerando i due lobi, di 5,3 pc, molto più di qualunque altro complesso HH conosciuto. Il getto presenta segni di allargamento, indice di un moto di precessione da parte dell'asse della sorgente.

## Ambiente galattico

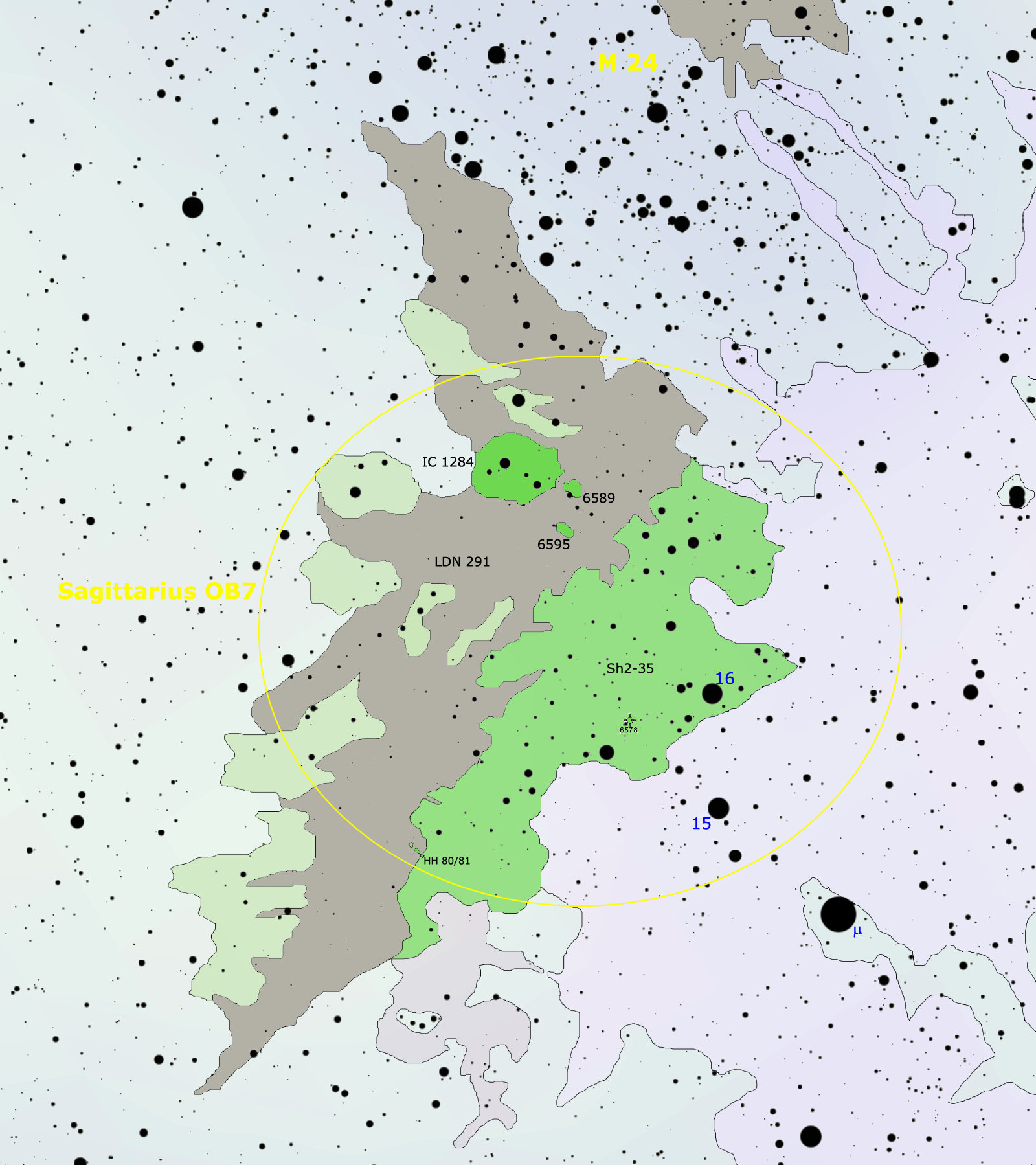
Carta dettagliata della regione di Sagittarius OB7.

La regione H II cui quest'oggetto è associato è nota come Sh2-35; la fonte energetica che ionizza i gas di questa nube proviene dalle stelle dell'associazione Sagittarius OB7, un piccolo gruppo di astri giovani e caldi costituenti un'associazione OB. La stella più brillante è HD 167264, nota anche come 15 Sagittarii; si tratta di una supergigante blu di classe spettrale B0Ia e magnitudine apparente 5,38. Seguono la gigante blu HD 167263 (16 Sagittarii), di classe O9.5II-III e magnitudine 5,98, BD-20°5053, di classe O6 e magnitudine 9,52, e BD-20°5060, di classe B0IV e magnitudine 8,84.
Le nebulose facenti parte di questa regione ospitano altri fenomeni di formazione stellare, riscontrabili dalla presenza di alcune sorgenti di radiazione infrarossa e di una ventina di stelle con forti emissioni nella banda dell'Hα; alcune di queste ultime sarebbero giovani stelle T Tauri.
La regione si trova all'interno del Braccio del Sagittario, una delle strutture più rilevanti della Via Lattea; entro un raggio di 500 parsec si trovano altre importanti associazioni di stelle brillanti, legate a oggetti nebulosi ben noti e appariscenti, come la Nebulosa Laguna, la Nebulosa Trifida e la Nebulosa Aquila.